# Высокое (деревня, Новодугинский район)
Высо́кое — деревня в Новодугинском районе Смоленской области России. Входит в Извековское сельское поселение. 

## География
Расположена в северо-восточной части области в 12 км к юго-западу от Новодугина, в 9 км западнее автодороги Р134 «Старая Смоленская дорога» Смоленск — Дорогобуж — Вязьма — Зубцов.

## История
В годы Великой Отечественной войны деревня была оккупирована гитлеровскими войсками в октябре 1941 года, освобождена в марте 1943 года.

## Население
| 2007 | 2014 |
| ---- | ---- |
| 0    | →0   |

## Транспорт
В 13 км северо-восточнее деревни расположена железнодорожная станция Новодугино на линии Вязьма — Ржев.